# Carmen Canta Sambas
Carmen Canta Sambas é um álbum da cantora Carmen Miranda, lançado em 15 de fevereiro de 2007 pela  EMI Brazil.  O álbum faz parte da coleção "Ruy Castro Apresenta..." com quatro CDs com 64 faixas gravadas por Carmen de 1935 a 1940, na Odeon Records.

## Descrição
Nos anos 30, o samba, com todas as suas bossas, estava justamente sendo inventado, e sua voz feminina naquele processo era Carmen Miranda. Hoje sabemos que todas as cantores brasileiras de bossa foram, direta ou indiretamente, influenciadas por Carmen. Mas, se ainda houver quem duvide de que ela era uma fabulosa sambista, a resposta está nas 16 faixas deste CD. Entre estas, há desde o samba rasgado de Imperador do Samba ao delicado samba-choro de ...E o Mundo Não se Acabou; do hilário Fon-Fon ao pungente Adeus Batucada; do quase infantil Tic Tac do Meu Coração à maliciosa Uva de Caminhão; e do vibrante Deixa Falar!, com seu jeito de perenidade, ao surpreendente O Samba e o Tango.

## Faixas
| CD  |                               |                                       |         |  |
| N.º | Título                        | Compositor(es)                        | Duração |  |
| 1.  | "E Bateu-Se a Chapa"          | Assis Valente                         | 2:58    |  |
| 2.  | "Isso Não Se Atura"           | Assis Valente                         | 2:56    |  |
| 3.  | "Tic-Tac Do Meu Coração"      | Alcyr Pires Vermelho / Walfrido Silva | 2:28    |  |
| 4.  | "Adeus Batucada"              | Synval Silva                          | 2:51    |  |
| 5.  | "Entra no Cordão"             | André Filho                           | 2:55    |  |
| 6.  | "O Samba e o Tango"           | Amado Régis                           | 2:45    |  |
| 7.  | "Gente Bamba"                 | Synval Silva                          | 2:57    |  |
| 8.  | "Cachorro Vira-Lata"          | Alberto Ribeiro                       | 2:49    |  |
| 9.  | "Imperador Do Samba"          | Waldemar Silva                        | 2:26    |  |
| 10. | "Cabaret no Morro"            | Herivelto Martins                     | 2:44    |  |
| 11. | "Fon-Fon"                     | Alberto Ribeiro / João de Barro       | 2:43    |  |
| 12. | "Samba Rasgado"               | Portello Juno / W. Falcão             | 2:29    |  |
| 13. | "... E O Mundo Não Se Acabou" | Assis Valente                         | 3:00    |  |
| 14. | "Quem Condena a Batucada"     | Nelson Petersen                       | 2:49    |  |
| 15. | "Deixa Falar!"                | Nelson Petersen                       | 3:01    |  |
| 16. | "Uva de Caminhão"             | Assis Valente                         | 2:28    |  |